# Pedro Vallina
Pedro Vallina Martínez (Guadalcanal, 29 de junio de 1879-Veracruz, 14 de febrero de 1970) fue un médico y anarquista español. De posición acomodada, estudió medicina en Sevilla, Cádiz, París y Londres (en estos dos últimos lugares como exiliado) al tiempo que, desde joven, destacó en su faceta política como anarquista; sobre todo, a partir de su estancia en Cádiz y la toma de contacto con Fermín Salvochea.

## Biografía
Era hijo de padre asturiano y madre sevillana (natural de Cantillana), instalados en la Sierra Norte de Sevilla. Nació en el seno de una familia relativamente acomodada donde sus padres llevaban una confitería. El republicanismo federal tenía gran impronta todavía en el campo andaluz por aquellas fechas, y la posición desahogada de la familia Vallina, permitió que sus hijos fuesen educados en las tendencias más progresistas de la época. 
Muy joven marchó a Sevilla para iniciar sus estudios en medicina. Considerándose ya anarquista, llegó con diecinueve años a Cádiz, donde coincidió con Fermín Salvochea, a la enésima salida de presidio de éste (1898) y de quien se convirtió en alumno en las lides revolucionarias. Juntos, marcharon a Madrid, un año después, donde Vallina se relacionó con los círculos anarquistas y pimargalianos. Fue amigo también de Nicolás Salmerón y García. Durante su estancia en Madrid estuvo envuelto en problemas con las autoridades judiciales (por ejemplo en la causa denominada "Complot de la Coronación", un fracasado plan para atentar el día de la coronación de Alfonso XIII) y pasó cierto tiempo en prisión. Finalmente tuvo que huir de España y se exilió en París en 1902. La continuación de sus actividades revolucionarias en Francia, (donde entabló relaciones, entre otros, con Louise Michel), le valió la expulsión de ese Estado. 
En 1906 llegó a Inglaterra como refugiado político. Este país se convirtió a fines del siglo XIX y principios del XX en un refugio para los revolucionarios de todo el mundo, que a cambio, no conspiraban contra la monarquía británica. Se instaló en Londres y fue asiduo del Círculo Anarquista Judío de la ciudad, entablando relación con figuras como Rudolf Rocker, Errico Malatesta o Piotr Kropotkin. Estudió medicina.
Al poco de comenzar la Primera Guerra Mundial, una amnistía general le permitió volver a España; aunque la continuidad de sus actividades lo condenó al exilio interior en Peñalsordo (Badajoz) en 1919, donde fue muy bien acogido y volvió a ser desterrado allí y a otras localidades de la Siberia extremeña en la II República, y Navarra. Por esta época ingresó en la CNT y perteneció al Comité Nacional de dicha organización que tuvo sede en Sevilla a inicios de la dictadura de Primo de Rivera, parte de la cual estuvo preso y luego, de destierro en Tánger y Casablanca. Antes de este destierro creó, gracias a la suscripción popular abierta por el periódico El Noticiero Sevillano, en 1923 el Sanatorio Antituberculoso "Vida" muy cerca de Cantillana, el pueblo de la familia de su madre, a 40 km de Sevilla, a donde se fue a vivir para atender gratuitamente a los enfermos que no tenían medios económicos. Para él, como médico, había que curar las enfermedades y —a la vez— luchar contra las causas que la provocaban. El sanatorio quedó sin terminar, costeado por el pueblo, pues fue desterrado nuevamente al instaurarse la dictadura del Primo de Rivera. Volvería a vivir en el sanatorio después de la proclamación de la II República, a partir de 1932.
Fue enlace en Sevilla del comité revolucionario creado en Madrid para proclamar la Segunda República. Gran parte de la Segunda República la vivió en Sevilla, en el Sanatorio Antituberculoso de Cantillana. Durante este periodo estalló el «Caso Vallina», gran polémica dentro de la CNT. Se trató de los Sucesos de mayo de 1932 en Sevilla, y sus consecuencias. Vallina estaba en contra de la violencia usada por algunos cenetistas. Trabó amistad con Blas Infante, y apoyó su candidatura andalucista. Y continuó su actividad como médico, como parte inseparable de su anarquismo humanista.
Participó activamente en la defensa de la República desde el primer momento. Al producirse la sublevación militar contra la República, huyó a la zona republicana y organizó la resistencia en diversos pueblos, participando en ella como miliciano, como médico y como soldado. Entre otras, se puede destacar sus labores como director del hospital militar "El Cañizar" que él mismo ayudó a organizar desde el inicio en el término municipal conquense de Cañete para atender a los heridos del frente de guerra que se extendía entre Cuenca y Teruel. Tras la derrota de la República, volvió a marchar al exilio: esta vez a México para no volver. En México sirvió de médico a las comunidades indígenas hasta su muerte, ocurrida en 1970.

## Proyección de Vallina
Fue interpretado por Manuel Morón en el film Una pasión singular (2002) de Antonio Gonzalo, que versa sobre la vida de Blas Infante.
En 1999 algunos historiadores y la CGT consiguieron recuperar parte de su biografía, entrevistando a ancianos de la Siberia Extremeña que aún lo recordaban y consiguiendo contactar con dos de sus hijos.
Las memorias de Pedro Vallina fueron inspiración para Vicente Tortajada en la confección de su novela: Flor de cananas, Sevilla, 1999.